# Pseudargyria
Pseudargyria is een geslacht van vlinders van de familie grasmotten (Crambidae).

## Soorten
- P. interruptella Walker, 1866
- P. marginepunctalis Hampson, 1895
- P. parallelus Zeller, 1867